# ФК „Любимец“
ФК Любимец е български футболен отбор от град Любимец. Отбора играе своите домакински срещи в град Любимец на стадион „Градски“ с капацитет 4000 места. Основан е през далечната 1921 г. след разпадането си през 1993 г. е възстановен от местния бизнесмен Атанас Сталев под името ФК Любимец 2007. Клубните цветове са син екип с черни шорти и бял екип с черни шорти. През сезон 2012/2013 печели историческа за отбора промоция в А група.

## История
В града през отделни периоди са съществували различни футболни отбори. Спортен клуб Марица възниква в началото на 20-те години на миналия век. След 1944 г. той е преобразуван в народно дружество за гимнастика и спорт, което през 1947 г. се обединява с местното колоездачно дружество Стрела и приема неговото име. В края на 1949 г. в общинския център са създадени доброволни спортни организации на ведомствен принцип. През 1957 г. са обединени в дружество за физическа култура и спорт Марица, което по-късно е преименувано първоначално на Ракета, а след това и на Любимец. В 1985 г. на негова основа се образува едноименният футболен клуб, който започва да се развива самостоятелно.
В своята история, клубът участва изцяло в аматьорските дивизии на родния футбол, без особени успехи. След края на сезон 1993/94, ФК Любимец се разпада. Няколко години по-късно клубът е възстановен с усилията на местния бизнесмен Атанас Сталев. През сезон 2006/07 отборът мести седалището си в Любимец и приема името Любимец 2007. Треньорският пост е поет от бившия хасковски футболист Димчо Марков, който успява да сглоби боеспособен състав, който през сезон 2007/08 завършва на второ място в третия ешелон и печели историческа първа промоция в Б група.
Впоследствие отборът успява да се задържи в професионалния футбол, като си печели славата на един от най-стабилните клубове в Източната Б група. След Димчо Марков, отборът е воден от Ивайло Петев и Стамен Белчев. През януари 2013 г. треньорският пост е поет от бившия футболист на тима Веселин Великов, който дотогава изпълнява функциите на помощник-треньор. Под негово ръководство отборът показва много успешни игри и в крайна сметка завършва на 2-ро място през сезон 2012/13, печелейки правото за първи път в клубната си история да участва в А група. Първите мачове на отбора са повече от запомнящи се след като на старта изненадващо побеждават действащия шампион на България, Лудогорец и само 5 кръга по-късно оглавяват А група с актив от 12 точки.

## Успехи
- сезон 2007 – 2008 2-ро място в В Югоизточна футболна група
- сезон 2007 – 2008 шестнадесетфиналист в турнира за Купа на България
- сезон 2008 – 2009 1-во участие в Източна Б футболна група
- сезон 2008 – 2009 7-о място в Източна Б футболна група
- сезон 2010 – 2011 6-о място в Източна Б футболна група
- сезон 2011 – 2012 4-то място в Източна Б футболна група
- сезон 2012 – 2013 вицешампион в Б футболна група, печели промоция за А група
- сезон 2013 – 2014 14-о място в A футболна група

## Ръководство
- Атанас Сталев – Собственик
- Димитър Дачев – Президент
- Тодор Йорданов – Треньор

## Треньори
| Треньор         | От   | До   | Успехи                                                     |
| --------------- | ---- | ---- | ---------------------------------------------------------- |
| Димчо Марков    | 2006 | 2008 | Класиране в Югоизточна В група Класиране в Източна Б група |
| Ивайло Петев    | 2008 | 2010 |                                                            |
| Стамен Белчев   | 2010 | 2012 |                                                            |
| Веселин Великов | 2012 | 2014 | Класиране в А група                                        |
| Красимир Мечев  | 2014 | 2014 |                                                            |

## Известни футболисти
- Ивайло Петев
- Ерай Салиф
- Красимир Кръстев
- Павлин Тодоров
- Борислав Караматев
- Костадин Зеленков
- Стефан Велев